# Get Loaded Volume 2
Get Loaded Volume 2 is de derde sampler van de Academie voor Popcultuur. De uitgaven van de opleiding laten een duidelijke groei van de popscene van Noord-Nederland zien. Ook wordt haar functie voor het culturele leven in de noordelijke provincies ermee onderstreept. Sinds de komst van de academie zijn er tal van nieuwe initiatieven en bands ontstaan.
De openingstrack 'Love Is A Crime' van Thomas Azier verscheen op zijn mini-cd Black & Grey, het nummer 'Cannonballs' van The Elizabeth Knowhow werd uitgebracht op hun titelloze debuut-cd. Ook het ontwerp van de cd-hoes werd verzorgd door studenten aan de popacademie.

## Tracklist
1. Thomas Azier - Love Is A Crime - 3:05 
Tekst en muziek: T. Azier
2. The Elizabeth Knowhow - Cannonballs - 4:36 
Tekst en muziek: Florian Wolff, R. Boddeus, P. ten Wolde
3. Une - 50 Years Old Baby Doll - 3:56 
Tekst en muziek: G. van der Scheer
4. D'Huez - Cafe Society - 4:58 
Tekst en muziek: L. Beeftink
5. Vangelis Sopamena - R&B Flikker - 4:45 
Tekst en muziek: V. Sopamena
6. Krause - LoudFastDirty - 2:24 
Tekst en muziek: S. Clermonts
7. Oceana Company - Trench Fever - 4:21 
Tekst en muziek: Oceana Company
8. ROAR - Vague Memories - 3:35 
Tekst en muziek: R. van der Jagt
9. Elske de Walle - Right Inside - 3:55 
Tekst en muziek: S. Clermonts
10. Flux - Mens/Mier - 3:02 
Tekst en muziek: I. Wiersma
11. Na'omi - Down Here - 3:38 
Tekst en muziek: T. Azier
12. Not Shakespeare - No Sunshine In T.V. - 4:11 
Tekst en muziek: J. Meulman